# Arctia bimaculata
Arctia bimaculata là một loài bướm đêm thuộc phân họ Arctiinae, họ Erebidae.